# 安亞專案
安亞專案，為2004年中華民國外交部執行的秘密外交專案，由中華民國國家安全會議秘書長邱義仁主導進行，以避免中華民國在世界貿易組織的名稱遭矮化。特偵組認為邱義仁與外交部次長高英茂捏造此專案詐領五十萬美元，於2009年以貪污罪起訴。2012年，地方法院與高等法院認為該款項有合法報銷、用於機密外交上，皆判決無罪，定讞。

## 案情發展過程
中華民國外交部在2004年執行一個外交專案，代號「安亞專案」。主要內容為避免中華民國在世界貿易組織的名稱遭矮化，從事機密外交，行賄收買世界貿易組織前秘書長泰國籍的素帕猜與相關人士，至少花費60萬美金（約新台幣5000萬）以上。
為安亞專案所需，2005年1月間，邱義仁以「國家安全會議秘書長函」，發文指示外交部將50萬美元匯入國安會指定帳戶。外交部次長高英茂以越洋電話指示外交部人員以旅行支票將款項匯出，由國安會副秘書長柯承亨在美國領取，交付相關人士。
2009年，《台灣壹週刊》第389期揭發安亞專案，特偵組展開調查。特偵組認為國安會及外交部均無此一專案的詳細檔案資料，指控邱義仁明知外交機密的「安亞專案」只有三期，卻捏造有第四期專案，以公文直接要求撥款，涉嫌貪污。高英茂配合辦理，一併遭起訴。特偵組偵查期間，邱義仁羈押於看守所內，所方將邱義仁剃成短髮，引發「侵害人權」的質疑。

## 判決結果
2011年8月30日，台北地方法院審理「安亞專案」貪污案，合議庭判決前國安會秘書長邱義仁、前外交部次長高英茂無罪。法官於判決書指出，1.旅行支票上所兌現的日期，邱義仁未出國；2.前國家安全會議副秘書長柯承亨確實於支票兌現日期出境，且對方經手者、中間聯繫人均有在收據上簽名，認定支票確實已交由收受人，未被侵占詐領；3.邱義仁並非外交部人員、高英茂也非外交部的業務單位，查無證據能證明被告故意違反「外交部機密經費審核及未送審憑證保管作業注意事項」，難認定被告有施以詐術領取款項的犯行。。
2012年6月20日，臺灣高等法院再審理認定，台灣加入世貿組織後，希望世貿秘書長蘇帕清協助臺灣排除來自中華人民共和國的阻礙，該外交款項確實運用在臺灣為確保參與國際組織時名稱不遭矮化，屬公款公用，無貪污事證，仍判兩人無罪。邱義仁的辯護律師則為邱義仁提出刑事補償聲請。特偵組於7月19日決定不上訴，全案定讞。

## 專案預算
1. 10萬美金（匯款）
2. 50萬美金（匯款）
3. 50萬美金（旅行支票，目前查無兌現記錄）
4. 50萬美金（被邱義仁拿走的旅行支票，部份已在美國的賭場兌現，但邱義仁仍公款公用）